# Medetera melancholica
Medetera melancholica är en tvåvingeart som beskrevs av William Lundbeck 1912. Medetera melancholica ingår i släktet Medetera och familjen styltflugor. Arten är reproducerande i Sverige. Inga underarter finns listade i Catalogue of Life.